# Karl Rebel
Karl Rebel (* 15. November 1863 in Augsburg; † 4. Juli 1939 in Memmingen) war ein deutscher Forstbeamter und Naturschützer. Er war zuletzt Waldbaureferent im bayerischen Ministerium der Finanzen.

## Leben
Rebel war der Sohn eines Spenglermeisters und Gemeindebevollmächtigten. Er besuchte das Realgymnasium in Augsburg und München und studierte Forstwissenschaften an der Forstlichen Hochschule Aschaffenburg, wo er Mitglied des Corps Arminia war. Nach dem Staatskonkurs war er Hilfsarbeiter des Kreisforstbüros in Aschaffenburg, anschließend Forstamtsassessor in Hofolding. Von 1903 bis 1908 wirkte er als Forstmeister in Illertissen. Als Mitglied der sogenannten „Dreierkommission“ mit Karl Braza und Christian Graser wurde er mit der Untersuchung zu Mehreinschlägen im Sinn der Bodenreinertragslehre in allen bayerischen Staatsforsten beauftragt. 1915 wurde er ins Ministerium berufen, wo er bis 1930 als Ministerialrat das Referat Waldbau, seit 1920 auch das Referat Forsteinrichtung leitete. In dieser Funktion setzte er sich für ein naturnahes Waldbaukonzept und den Erhalt alter Waldbestände in Bayern ein.
Als Geheimrat trat er 1930 in den Ruhestand und widmete sich fortan seinem eigenen kleinen Waldbestand und der Einrichtung von Adelswäldern wie dem des Grafen Moy-Stepperg und des Freiherrn Herman auf Wain. Bei Arbeiten in seinem Wald bei Lauberhart zog er sich eine Lungenentzündung zu, an der er nach wenigen Tage im Memminger Krankenhaus verstarb.
Der Rebelwald in Memmingen trägt Karl Rebels Namen.

## Familie
Verheiratet war Karl Rebel mit Emma, geb. Schierlinger. Sein Sohn Otto Rebel war Arzt und wanderte später nach Brasilien aus. Ein weiterer Sohn fiel im Ersten Weltkrieg.

## Auszeichnungen
- Ehrendoktor der Forstakademie Eberswalde (1930)

## Veröffentlichungen
- Gegen die Streunutzung, besonders im bayerischen Staatswald Diessen vor München 1920
- Waldbauliches aus Bayern. 2 Bände. Diessen vor München 1922/1924
- Der Wald in der deutschen Kultur. 2. Auflage. Berlin 1934